# Parnassia labiata
Parnassia labiata là một loài thực vật có hoa trong họ Dây gối. Loài này được Z.P. Jien mô tả khoa học đầu tiên năm 1963.